# Praomys rostratus
Praomys rostratus — вид гризунів родини мишевих (Muridae). Зустрічається в Кот-д'Івуарі, Гані, Гвінеї та Ліберії. Його природні місця існування — субтропічні або тропічні вологі рівнинні ліси та субтропічні або тропічні вологі гірські ліси.